# Sclerophrys gracilipes
Sclerophrys gracilipes és una espècie de gripau de la família dels bufònids.
Va ser descrit com Bufo gracilipes per George Albert Boulenger el 1899. Va ser reclassificat el 2006 en el gènere Amietophrynus i finalment el 2016 va ser classificat en el gènere del Sclerophrys. L'epítet llati gracilipes significa «de potes primes».

## Distribució
El sud-est de Nigèria cap a l'est a través del sud del Camerun, el Gabon, fins al nord de la República del Congo i el nord i el nord-est de República Democràtica del Congo; Bioko i Guinea Equatorial continental i probablement al sud-oest de la República Centreafricana i l'enclavament de Cabinda a Angola.
Viu als boscos de baixa altitud i pot sobreviure en hàbitats secundaris degradats. Es reprodueix en aigües corrents, incloent-hi rierols als aiguamolls i rius de cabal lent. Sembla adaptar-se a hàbitats secundaris i el 2016 el seu estat de conservació es considera com risc mínim.